# Vampyressa brocki
Vampyressa brocki — вид родини листконосові (Phyllostomidae), ссавець ряду лиликоподібні (Vespertilioniformes, seu Chiroptera).

## Середовище проживання
Країни поширення: Бразилія, Колумбія, Гаяна, Суринам. Значною мірою пов'язаний з вічнозеленими лісами.

## Життя
Споживає в основному інжир. Живиться в сутінках. Група знаходить притулок в отворах, поряд з кажанами інших видів.